# Rorà
Rorà is een gemeente in de Italiaanse provincie Turijn (regio Piëmont) en telt 266 inwoners (31-12-2004). De oppervlakte bedraagt 12,3 km², de bevolkingsdichtheid is 22 inwoners per km².
De volgende frazioni maken deel uit van de gemeente: Ruà.

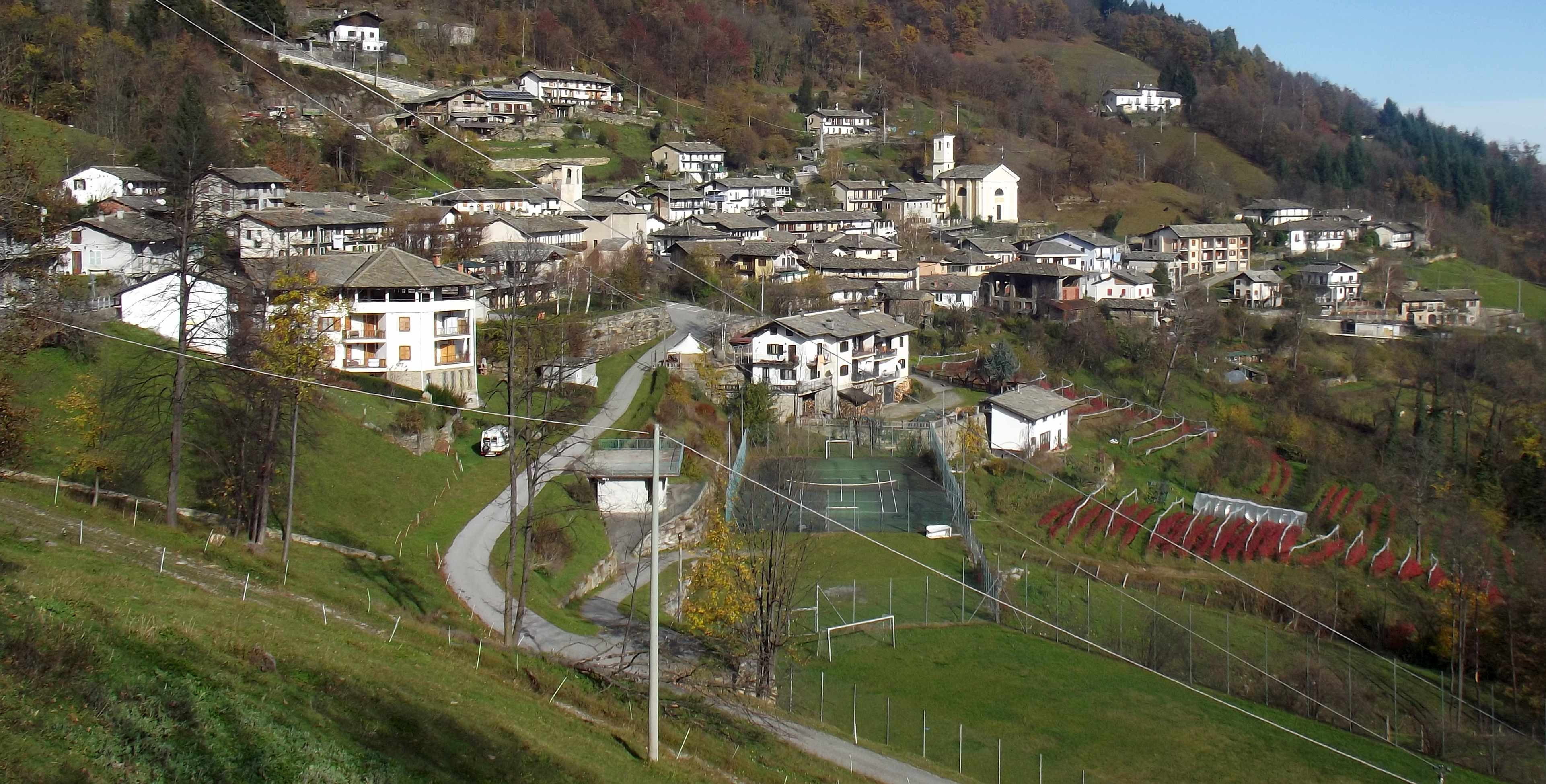
Rorà
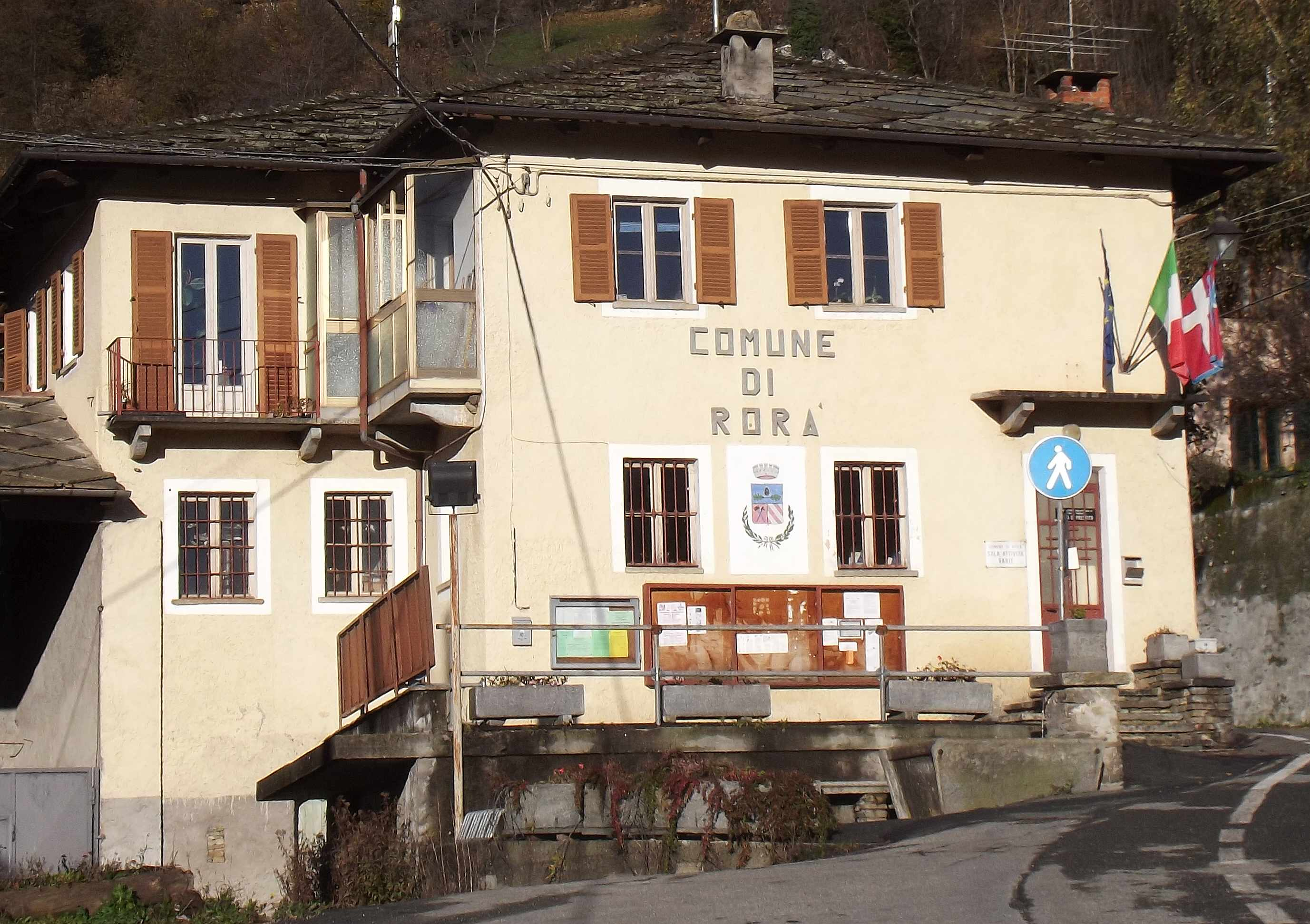
Gemeentehuis

## Demografie
Rorà telt ongeveer 115 huishoudens. Het aantal inwoners daalde in de periode 1991-2001 met 0,8% volgens cijfers uit de tienjaarlijkse volkstellingen van ISTAT.
| Jaar | Inwoneraantal |
| ---- | ------------- |
| 1991 | 261           |
| 2001 | 259           |

## Geografie
De gemeente ligt op ongeveer 967 m boven zeeniveau.
Rorà grenst aan de volgende gemeenten: Villar Pellice, Torre Pellice, Luserna San Giovanni, Bagnolo Piemonte (CN).
1. ↑  https://demo.istat.it/?l=it.